# Makarim Wibisono
Makarim Wibisono, né le 8 mai 1947 à Mataram (Petites îles de la Sonde occidentales), est un diplomate indonésien.

## Biographie
Titulaire d'un doctorandus en Relations internationales de l'Université Gadjah Mada et d'une maîtrise en Relations internationales de la Johns Hopkins University, il étudie à l'Ohio State University, où il obtient une maîtrise en Économie politique internationale, puis un doctorat en Sciences politiques.
Représentant permanent de l'Indonésie auprès des Nations unies à New York (1997-2000), puis à Genève (2004-2007), il sert à plusieurs postes diplomatiques de l'ONU: Président du Groupe des 77 (1998), Vice-président (1999) puis Président (2000) du Conseil économique et social des Nations unies, Président de la 61e Commission des Nations unies sur les Droits de l'homme (2006), Président du 2e Forum annuel sur les affaires et les droits de l'homme (2013).
À un niveau national et régional, il sert comme Président des forces anti-terroristes de l'APEC (2003-2004), puis comme Directeur de la Fondation exécutive de l'ASEAN à Djakarta (2011-2014).
Depuis juin 2014, il est rapporteur spécial des Nations unies sur la situation des droits de l'homme dans les Territoires palestiniens occupés. Son entrée dans les Territoires lui est toutefois refusée à deux reprises par Israël, en 2014 puis en 2015, sous prétexte que son rapport serait totalement vicié étant donné ses prises de positions et son manque d'impartialité.